# حارة بيت زبطان (صنعاء)
حارة بيت زبطان هي إحدى حارات حي بيت زبطان بضواحي الأمانة مديرية سنحان وبني بهلول، بلغ تعداد سكانها 320 نسمة حسب تعداد اليمن لعام 2004.